# Stephen Amell
Stephen Amell (sinh ngày 8 tháng 5 năm 1981) là nam diễn viên người Canada, anh nổi tiếng chủ yếu qua các phim truyền hình, hiện anh đang khá được yêu thích với vai diễn trong phim Arrow của hãng The CW.

## Sự nghiệp

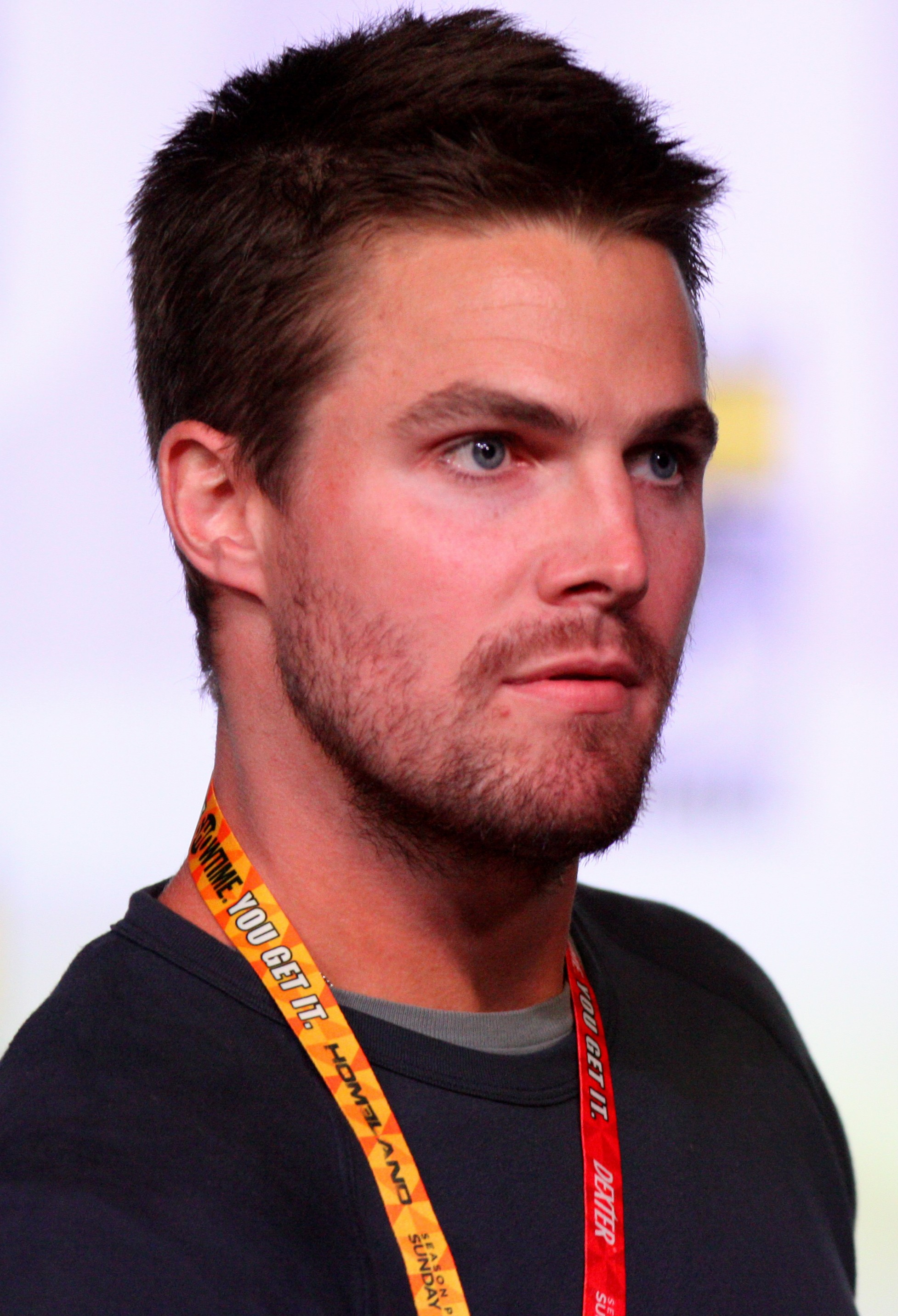
Amell tại hội chợ San Diego Comic-Con International năm 2012

Amell góp mặt trong 3 tập của bộ phim dài 4 phần Queer as Folk với vai Liberty Rider năm 2004. Anh cũng thủ vai Adam trong phần 1 của phim truyền hình Dante's Cove, phần 2 anh được thay thế bởi diễn viên Jon Fleming. Vào năm 2007, Amell giành được giải thưởng Gemini với vai nhân vật khách mời trong ReGenesis. Cùng năm đó anh cũng được đề cử tại giảI Gemini cho hạng mục Vai diễn ấn tượng nhất với phim Rent-a-Goalie.
Anh tiếp tục trở lại đóng các phim truyền hình với các phim Da Kink in My Hair và Heartland. Ngày 3/12/2010, anh cũng tham gia góp mặt với nhân vật ma sói 'Brady' trong phần 2 của phim The Vampire Diaries.
Amell sau đó còn thủ vai Joran van der Sloot trong phim của hãng Lifetime: Justice for Natalee Holloway, được công chiếu vào tháng 5 năm 2011.
Ngày 2 tháng 10 năm 2011, phần 3 bộ phim của hãng HBO là Hung được khởi chiếu và Amell được đóng vai người hầu bàn biến chất Jason, đối thủ của Ray Decker. Anh còn xuất hiện trong phần 4 của bộ phim 90210 với vai diễn Jim.
Tháng 1 năm 2012, Amell chính thức được nhận đóng vai chính trong phim Arrow của hãng The CW, 1 bộ phim tái hiện lại siêu anh hùng truyện tranh Green Arrow.
Ngày 6 tháng 11 năm 2014, anh tham gia đóng phim hài "Whatever Makes You Happy" dựa trên tiểu thuyết cùng tên của nhà văn William Sutcliffe. Anh sẽ cùng với Susan Sarandon và Allison Janney thủ vai chính trong phim này, khởi chiếu vào tháng 6 năm 2015.

## Đời sống cá nhân
Amell sinh ra tại Toronto, Ontario, anh là anh họ của diễn viên Robbie Amell.
Anh kết hôn với nữ diễn viên/người mẫu Cassandra Jean vào ngày 25 tháng 12 năm 2012 trong 1 lễ cưới bí mật tại Caribbean. Họ có với nhau 1 người con gái vào năm 2013.

## Phim tham gia

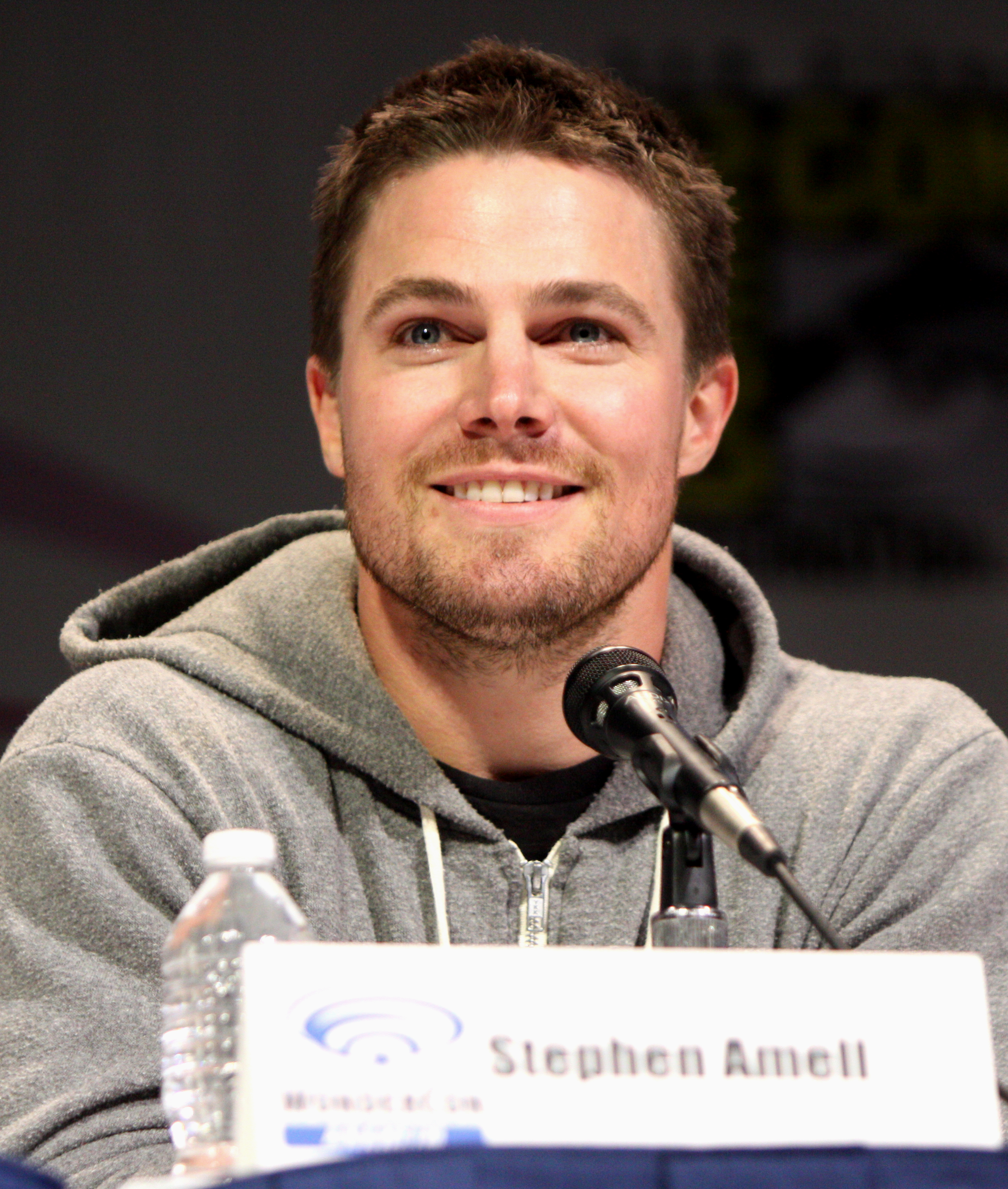
Amell phát biểu tại hội chợ WonderCon năm 2013 ở Anaheim, California

### Phim
| Năm  | Tên phim                     | Vai diễn            | Ghi chú      |
| ---- | ---------------------------- | ------------------- | ------------ |
| 2006 | The House Next Door          | Buddy Harrelson     | Phim dài tập |
| 2007 | The Tracey Fragments         | Thám tử             |              |
| 2007 | Closing the Ring             | Teddy Gordon        |              |
| 2009 | Screamers: The Hunting       | Guy                 |              |
| 2010 | The Cutting Edge: Fire & Ice | Philip Seaverm      | Phim dài tập |
| 2011 | Justice for Natalee Holloway | Joran van der Sloot | Phim dài tập |
| 2011 | Stay with Me                 | Travis              | Phim ngắn    |
| 2013 | When Calls the Heart         | Wynn Delaney        | Phim dài tập |

### Phim truyền hình
| Năm       | Tên phim                       | Vai diễn                              | Số tập phim tham gia                     |
| --------- | ------------------------------ | ------------------------------------- | ---------------------------------------- |
| 2004      | Queer as Folk                  | Spinning Instructor                   | 2 tập                                    |
| 2004      | Degrassi: The Next Generation  | Doorman                               | Tập phim: "Ghost in the Machine: Part 2" |
| 2005      | Missing                        | Ian Harrington                        | Tập phim: "Paper Anniversary"            |
| 2005      | Tilt                           | Bellboy                               | Tập phim: "Rivered"                      |
| 2005      | Beautiful People               | Jason                                 | 5 tập                                    |
| 2005      | Dante's Cove                   | Adam                                  | 2 tập                                    |
| 2006–2008 | Rent-a-Goalie                  | Billy                                 | 18 tập                                   |
| 2007      | ReGenesis                      | Craig Riddlemeyer                     | 2 tập                                    |
| 2007–2012 | Heartland                      | Nick Harwell                          | 6 tập                                    |
| 2007–2009 | Da Kink in My Hair             | Matthew                               | 4 tập                                    |
| 2009      | Flashpoint                     | Peter Henderson                       | Tập phim: "Exit Wounds"                  |
| 2010      | Blue Mountain State            | Travis                                | 2 tập                                    |
| 2010      | CSI: Miami                     | Peter Truitt                          | Tập phim: "Sleepless in Miami"           |
| 2010      | NCIS: Los Angeles              | Marine Gunnery Sergeant Andrew Weaver | Tập phim: "Bounty"                       |
| 2011      | The Vampire Diaries            | Brady                                 | 2 tập                                    |
| 2011      | CSI: Crime Scene Investigation | A.J. Gust                             | Tập: "73 Seconds"                        |
| 2011      | Hung                           | Jason                                 | 10 tập                                   |
| 2011      | 90210                          | Jim                                   | 2 tập                                    |
| 2011–2012 | New Girl                       | Kyle                                  | 2 tập                                    |
| 2012      | Private Practice               | Scott Becker                          | 7 tập                                    |
| 2012–2014 | Arrow                          | Oliver Queen/The Arrow                | Nhân vật chính                           |
| 2014      | The Flash                      | Oliver Queen/The Arrow                | 2 tập                                    |
| 2016      | Teenage Mutant Ninja Turtles 2 | Casey Jones                           | Nhân vật chính                           |

### Video games
| Năm  | Tên                          | Vai                      | Ghi chú    |
| ---- | ---------------------------- | ------------------------ | ---------- |
| 2013 | Injustice: Gods Among Us     | Green Arrow (Arrow skin) | Lồng tiếng |
| 2014 | Lego Batman 3: Beyond Gotham | Green Arrow, Arrow       | Lồng tiếng |

## Giải thưởng và đề cử
| Năm  | Giải thưởng            | Hạng mục                                                           | Vai diễn      | Kết quả   |
| ---- | ---------------------- | ------------------------------------------------------------------ | ------------- | --------- |
| 2007 | Gemini Award           | Best Performance by an Actor in a Guest Role Dramatic Series       | ReGenesis     | Đoạt giải |
| 2007 | Gemini Award           | Best Ensemble Performance in a Comedy Program or Series            | Rent-a-Goalie | Đề cử     |
| 2008 | Gemini Award           | Best Ensemble Performance in a Comedy Program or Series            | Rent-a-Goalie | Đề cử     |
| 2012 | IGN Awards             | Best TV Hero                                                       | Arrow         | Đề cử     |
| 2013 | NewNowNext Award       | Cause You're Hot                                                   | Arrow         | Đề cử     |
| 2013 | Teen Choice Award      | Choice TV Actor: Fantasy/Sci-Fi                                    | Arrow         | Đề cử     |
| 2013 | Teen Choice Award      | Choice TV Breakout Star                                            | Arrow         | Đề cử     |
| 2014 | IGN Awards             | Best TV Hero                                                       | Arrow         | 2nd place |
| 2014 | People's Choice Awards | Favorite Sci-Fi/Fantasy TV Actor                                   | Arrow         | Đề cử     |
| 2014 | Leo Awards             | Best Lead Performance by a Male in a Dramatic Series               | Arrow         | Đề cử     |
| 2014 | Constellation Awards   | Best Male Performance in a 2013 Science Fiction Television Episode | Arrow         | Đề cử     |
| 2014 | Young Hollywood Awards | Super Superhero                                                    | Arrow         | Đề cử     |